# Elastomeri a cristalli liquidi
Gli elastomeri a cristalli liquidi (o ECL) sono materiali anisotropici che presentano la struttura e le proprietà sia degli elastomeri che dei cristalli liquidi.

## Caratteristiche
In particolare, gli elastomeri a cristalli liquidi presentano le seguenti proprietà peculiari:
- possono variare la loro forma considerevolmente quando sottoposti ad uno stimolo termico, luminoso o elettrico;[2]
- possono variare il loro colore in risposta ad uno stimolo meccanico;[1]
- in quanto elastomeri, presentano il fenomeno della memoria di forma.

## Applicazioni
A causa della loro capacità di variare forma in risposta ad uno stimolo, tali materiali possono essere utilizzati nella fabbricazione di attuatori, riuscendo a spostare oggetti di un peso maggiore di 2500 volte il peso dell'elastomero. Tale capacità può essere utilizzata ad esempio per lo sviluppo di muscoli artificiali. A tale proposito, gli elastomeri a cristalli liquidi possono essere impiegati per produrre attuatori tubulari con attuazione multimodale, cioè capaci di svolgere differenti movimenti tipici di un muscolo, quali: contrazione, espansione e piegamento.